# 濱城市場

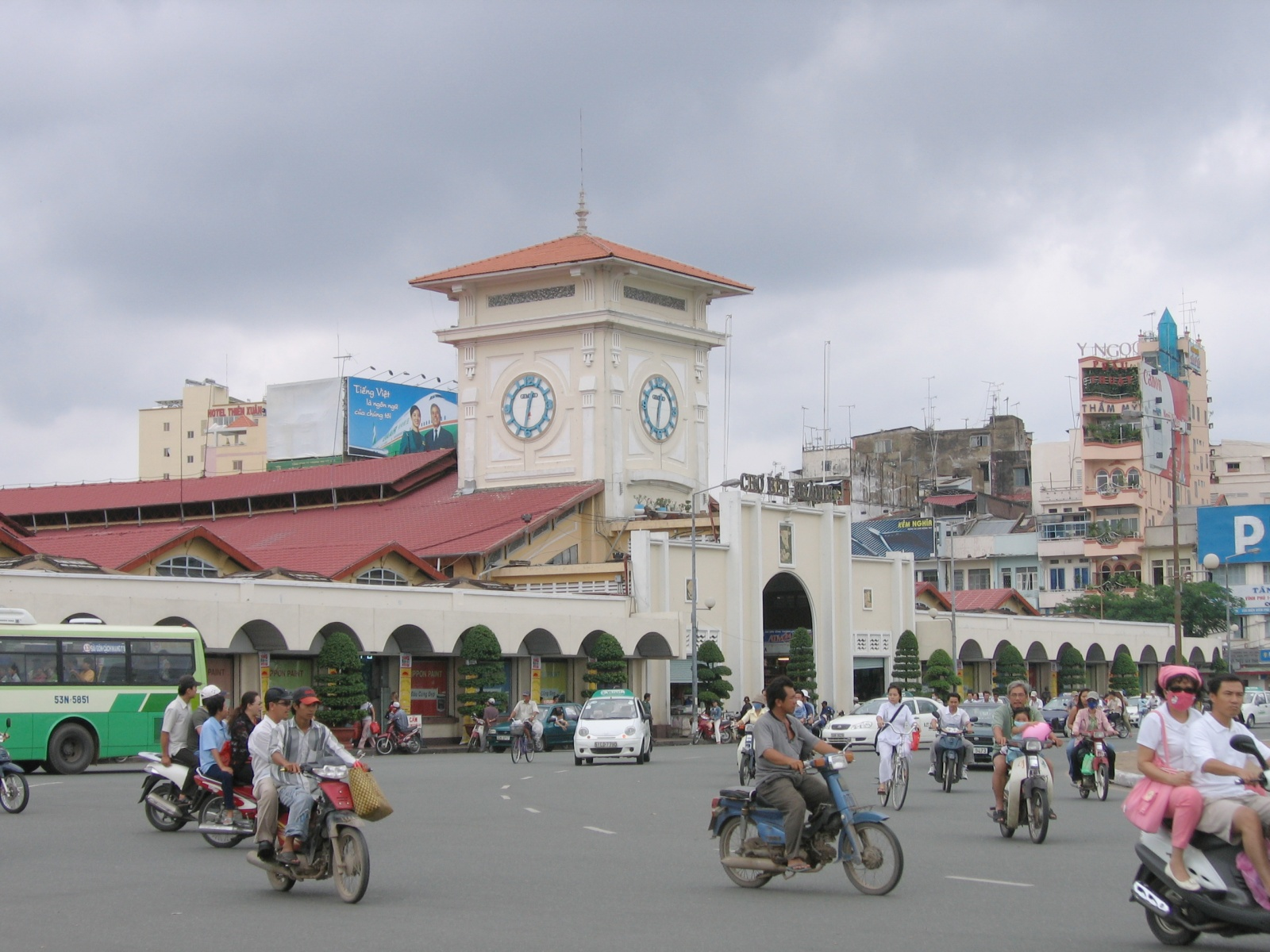
濱城市場外觀

10°46′23″N 106°41′54″E / 10.77306°N 106.69833°E
濱城市場（越南语：／）是越南胡志明市1區的一個大型室內市場，位於胡志明市的市中心。濱城市場是西貢越南法屬印度支那時期,由越南法國籍華人 "黃榮遠房地產公司/Société Immobilière HUI BON HOA" 興建, 屬於少數保留至今的建築之一，也是胡志明市的一個地標。遊客喜歡在此尋找當地的手工藝品，如紡織品、奧黛、紀念品以及當地的美食。市場所在的位置也是胡志明市重要的公車總站及交通樞紐。
另外，胡志明市都市鐵路濱城站正在建設中，供多條路線交會，令本身已是公車總站及交通樞紐的濱城市場附近成為胡志明市的重點地方。